# Alica Štefančíková
Alica Štefančíková (* 5. dubna 1957, Trebišov) je galerijní pracovnice, kurátorka a historička umění se zaměřením na abstraktní umění 20. století, v letech 1988–2020 ředitelka Galerie Benedikta Rejta v Lounech.

## Život
Po ukončení střední umělecké průmyslové školy se nedostala na školu výtvarného směru a pracovala rok v archeologickém ústavu, kde se rozhodla pro dějiny umění. Od roku 1978 studovala dějiny umění a středověkou architekturu na Filozofické fakultě Univerzity Jana Evangelisty Purkyně v Brně (prof. I. Krsek, Z. Kudělka) a ukončila obhajobou diplomové práce Stavebný vývoj kostola sv. Alžbety v Košiciach (1981), která jí byla roku 1982 uznána jako práce rigorózní (PhDr.)
Od roku 1981 pracovala jako správkyně sbírky fotografií a historického nábytku Východoslovenského muzea v Košicích, poté od roku 1983 jako technička a kreslička košické pobočky Archeologického ústavu v Nitře. V letech 1984–1986 byla vedoucí Klubu přátel výtvarného umění Slovenského fondu výtvarných umění v Bratislavě. V letech 1986–1988 byla odbornou pracovnicí košické pobočky Státního památkového ústavu v Prešově. Po úmrtí rodičů se přestěhovala za svou sestrou do Čech.
Roku 1988, po odchodu ředitele Jana Sekery do Prahy, zvítězila v konkursu na místo ředitelky Galerie Benedikta Rejta v Lounech. V té době galerie neměla vhodné vlastní výstavní prostory a bývalý městský pivovar, který získala od města, procházel od roku 1968 dosti chaotickou rekonstrukcí až do roku 1989. Alica Štefančíková po nástupu do funkce ředitelky oslovila liberecký SIAL a požádala prof. Emila Přikryla, aby se ujal přestavby. Nová podoba galerie vznikala od roku 1992 a byla dokončena roku 1998. Výsledkem je stavba, která je považována za nejvýznamnější českou architekturu 90. let. a byla nominována na Evropskou cenu za architekturu Miese van der Rohe. Podle Josefa Hlaváčka je sama architektura natolik působivá, že svým účinkem potlačuje vystavená díla.
Galerii od roku 2009 poškozovaly neodborné stavební zásahy na sousedních parcelách a roku 2014 musela být uzavřena pro havárii veřejné kanalizace a ústředního topení. Opravy a rekonstrukce trvaly do roku 2017. Alica Štefančíková byla spolu se všemi řediteli galerií Ústeckého kraje roku 2017 odvolána z funkce, ale uspěla znovu ve výběrovém řízení a byla jmenována ředitelkou GBR do 31. prosince 2019 s možností prodloužení až na dobu neurčitou.
Poté, co vedení Ústeckého kraje stávající smlouvu neprodloužilo, vznikla petice na podporu ředitelky. V dubnu 2020 skupina odborníků, architektů a umělců zaslala otevřený dopis hejtmanovi a členům Rady Ústeckého kraje, který upozorňoval na ekonomické dopady epidemie covidu-19 a vyzýval ke zrušení výběrového řízení a prodloužení smlouvy s dosavadní ředitelkou Alicí Štefančíkovou. Podporu vítězné uchazečce a nové ředitelce Kateřině Melenové naopak vyjádřilo vedení města Loun, které bývalou ředitelku Štefančíkovou kritizovalo za nízkou aktivitu galerie a její mnohaleté uzavření.

## Dílo
Jako historička umění je autorkou hesel do Nové encyklopedie českého výtvarného umění (dodatky, 2006) a textů do souborných publikací Arte contemporanea ceca e slovacca 1950–1992, vydané k výstavě v Palazzo del Broletto, Novara (1992), Česká a slovenská architektura 1971–2011 (2013) a sborníku Poohří 2: památky a společnost. Sborník z konference konané v Žatci 8.–9. září 2011 (2012).

### Kurátorka výstav
- 1991 Radek Kratina: Transformace, Galerie Benedikta Rejta, Louny
- 1998 Sbírka Galerie Benedikta Rejta, Galerie Benedikta Rejta, Louny
- 2006 Kamil Linhart, Galerie Benedikta Rejta, Louny
- 2010 Kamil Linhart, Galerie Benedikta Rejta, Louny
- 2013/2014 Michal Matzenauer, Galerie Benedikta Rejta, Louny